# ماروشکا والدوس
ماروشکا والدوس (انگلیسی: Maruschka Waldus؛ زادهٔ ۲۰ سپتامبر ۱۹۹۲) بازیکن فوتبال اهل پادشاهی هلند است.
از باشگاه‌هایی که در آن بازی کرده‌است می‌توان به باشگاه فوتبال فیلکیر، اسکای بلو اف‌سی، و باشگاه فوتبال ۱.اف‌اف‌سی توربین پوتسدام اشاره کرد.